# Forcarei
Forcarei és un municipi de la província de Pontevedra a Galícia. Pertany a la comarca de Tabeirós-Terra de Montes. Limita per la zona oriental amb Lalín, del que ho separen les forestrs d'O Testeiro i la Serra d'O Candán. Pel sector nord i nororiental smb Silleda, i pel nord-occidental amb A Estrada, al sud-oest amb Cerdedo i incideix amb la frontera natural de la Serra d'O Tanco amb clau en els territoris de Cotobade i A Lama, trobant-se en el sud amb Beariz i O Irixo.
| 7.751 | 8.987 | 9.040 | 7.114 | 4.616 |
| Fonts: INE i IGE (Els criteris de registre censal variaren i les dades de l'INE i de l'IGE poden no coincidir.) |       |       |       |       |

## Parròquies
Aciveiro (Santa María), Castrelo (Santa Mariña), Dúas Igrexas (Santa María), Forcarei (San Martiño), A Madanela de Montes (Santa María Madanela), Meavía (San Xoán), Millarada (San Amedio), Pardesoa (Santiago), Pereira (San Bartolomeu), Quintillán (San Pedro), San Miguel de Presqueiras (San Miguel), Santa Mariña de Presqueiras (Santa Mariña) i Ventoxo (San Nicolao).

### Personatges de Forcarei
- Avelino Cachafeiro (1899 - 1972), o Gaiteiro de Soutelo.
- Chano Piñeiro (1954 - 1995), cineasta.
- Xosé Luís Barreiro Rivas, polític
- Xosé Luís Barreiro Barreiro, filòsof
- Xosé Manuel Rivas Troitiño, periodista
- Avelino Senra Varela, oncòleg
- Virxilio Vieitez, fotògraf